# Медиафасад

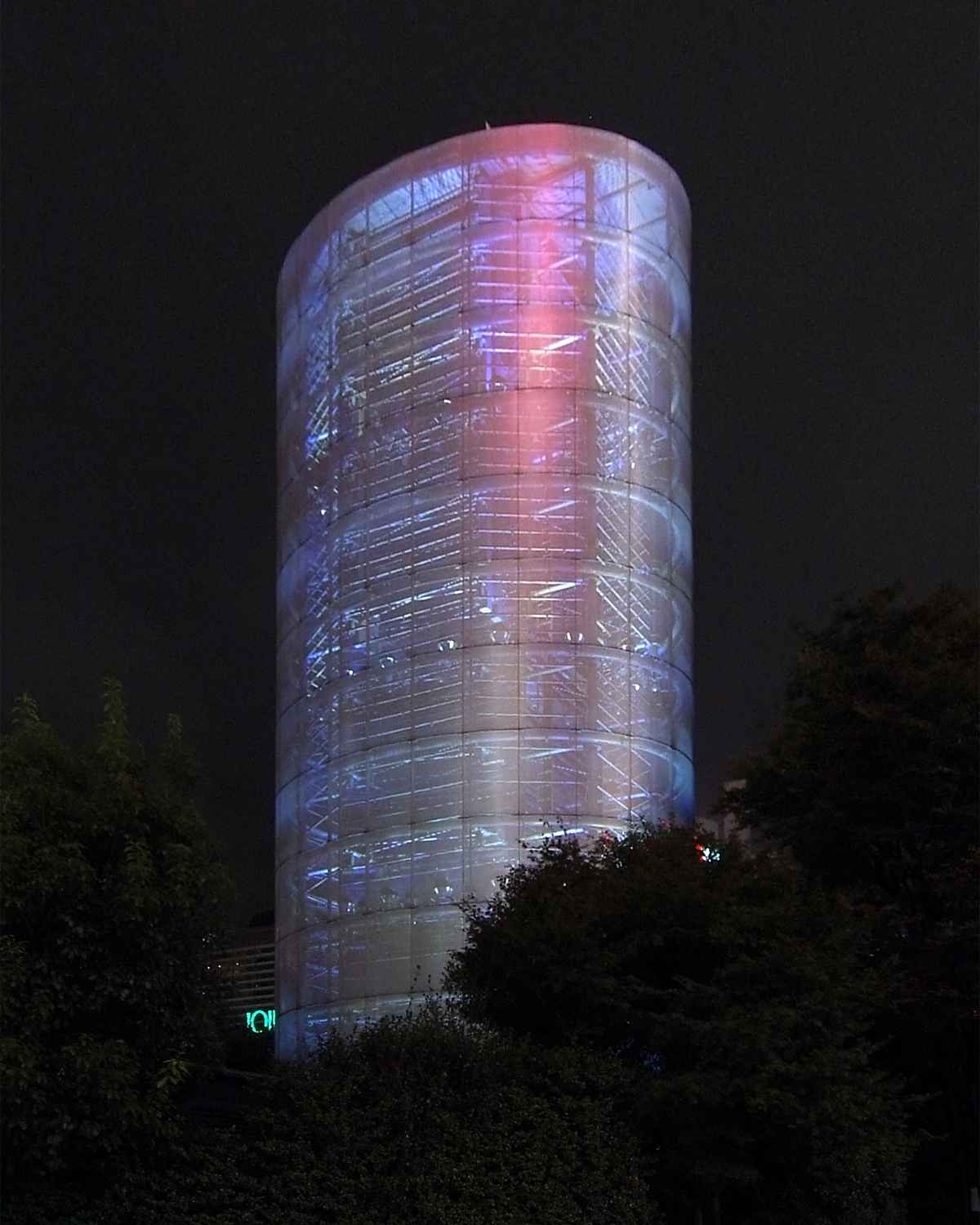
«Башня ветров» в Йокогаме

Медиафасад — органично встроенный в архитектурный облик здания дисплей произвольного размера и формы (с возможностью трансляции медиаданных — текстовых сообщений, графики, анимации и видео) на его поверхности, который устанавливается на наружной или внутренней (для прозрачных фасадов) части здания.
Дисплей медиафасада, как правило, набирается из светодиодных модулей различных по форме и размерам.
Медиафасады используются по всему миру для:
- наружной электронной рекламы (digital outdoor);
- дизайнерского освещения зданий и помещений;
- для обеспечения уникальности архитектурному объекту;
- для украшения и разнообразия облика города;
- любой другой информационной коммуникации (трансляция теле- или видеопрограмм);
- взаимодействия с разными городами, пунктами, зданиями и т. д.;
- художественных целей (фестивали в Европе в 2010 году[1], в Берлине, 2008[2]).

Медиафасады у многих людей ассоциируются, прежде всего, с огромными экранами, иллюминирующей и анимированной рекламой, а также с такими местами как Таймс-сквер, Лас-Вегас, Гонконг. Зачастую сама архитектура здания остается незамеченной, тогда как огромный экран активно транслирует различную информацию, тем самым привлекая к себе множество зрителей.

## Технология

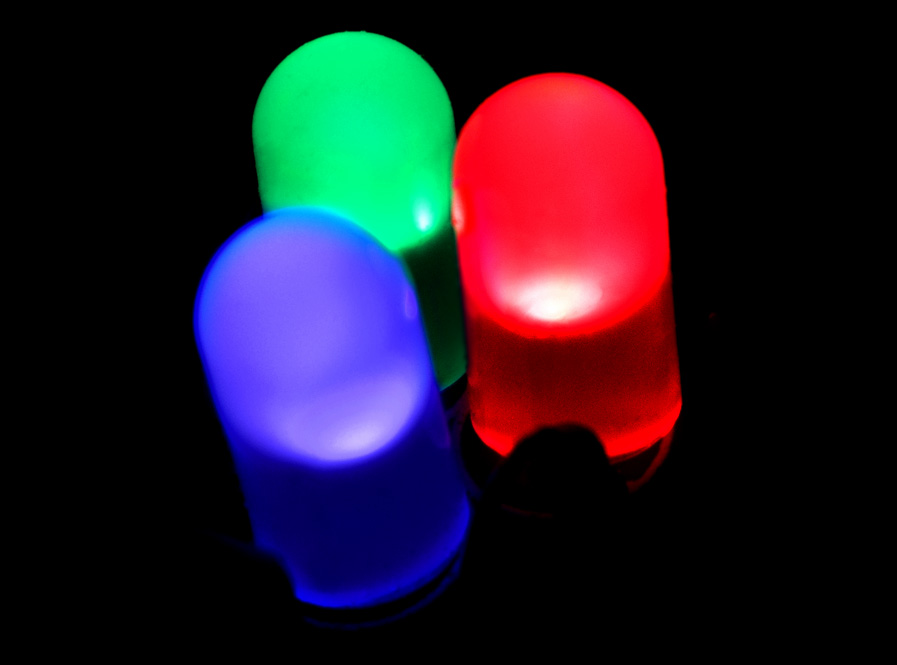
Светодиоды

Технология создания медиафасада подразумевает сборку светодиодов. 
Как правило, для создания уличных сооружений используются светодиоды типа DIP (The Direct In-line Package). Для того чтобы создать один пиксель при использовании DIP светодиодов, необходимо задействовать три отдельные светодиода разных цветов.
Диоды устанавливают в предварительно подготовленные отверстия на плате, после чего вручную или автоматизированно припаивают к плате с противоположной стороны. Несмотря на существование более современных светодиодов SMD-типа (Surface-mount Device), сегодня продолжают чаще всего использовать DIP модули, поскольку считается, что оболочка DIP светодиода лучше рассеивает тепло и более устойчива к неблагоприятным погодным условиям, чем SMD светодиоды.
По сравнению с другими электрическими источниками света (люминесцентной лампы или лампы накаливания) светодиод обладает рядом преимуществ:
- Чистый цвет;
- Большое количество различных цветов свечения и направленность излучения;
- Высокая надежность и прочность (ударная и вибрационная устойчивость);
- Вандалоустойчивость;
- Стойкость к перепадам температур (современные светодиоды гарантированно работают в диапазоне температур от −40 до +70 °C);
- Повышенный КПД;
- Длительный срок службы (до 100 тысяч часов);
- Низкое энергопотребление;
- Высокий уровень электро и пожаробезопасности за счет отсутствия высоких напряжений и нагрева излучателей;
- Экологичность продукта (отсутствие ядовитых химикатов в составе).

Особенное развитие и прикладное использование светодиодные технологии получили в индустрии рекламы и дизайна.
Одним из недостатков можно считать высокую стоимость.
Еще одним недостатком можно считать высокую чувствительность к электрическому питанию: светодиоды чувствительны к несоблюдению электрического режима работы, испортить его можно двукратным превышением тока в течение десятых долей секунды.

## Недостатки медиафасадов
Для первых моделей медиафасадов главным недостатком можно считать ограниченную функциональность — они наиболее эффективены только в тёмное время суток. Сейчас, с развитием технологий, возможностью применять сверхъяркие светодиоды и компоновать пиксель из шести светодиодов — проблема времени суток для качества изображения решена.
Одним из недостатком можно считать высокую стоимость — средняя стоимость за 1 м² медиафасада составляет 1 до 2 тыс. долларов США.
Также в случае необходимости замены модуля (кластера) медиафасада по причине его выхода из строя, важно, чтобы новый модуль совпадал по оптическим характеристикам с другими модулями экрана. Желательно использование модулей из одной партии — в случае, если это невозможно, единственный выход — кропотливый подбор модуля.
На современном этапе развития вышеописанные недостатки решены в большинстве крупных компаний, занимающихся светодиодными медиафасадами и экранами.
Медиафасады пробуждают множество эмоций, как позитивных, так и негативных, всё зависит от способности архитектора здания правильно использовать возможности интеграции медиафасада с особенностями здания. Сейчас архитектура стремится использовать медиафасады всё больше в стилистических и дизайнерских целях. Если раньше медиафасады инсталлировались уже после возведения здания и изначально не существовали в проекте, то сейчас, медиафасад — это часть процесса проектирования здания, часть дизайнерского и конструкторского решения. Такой подход позволяет максимально эффективно и красиво размещать подобные системы и делает возможным свежий взгляд на архитектуру города.

## Примеры зданий с медиафасадами

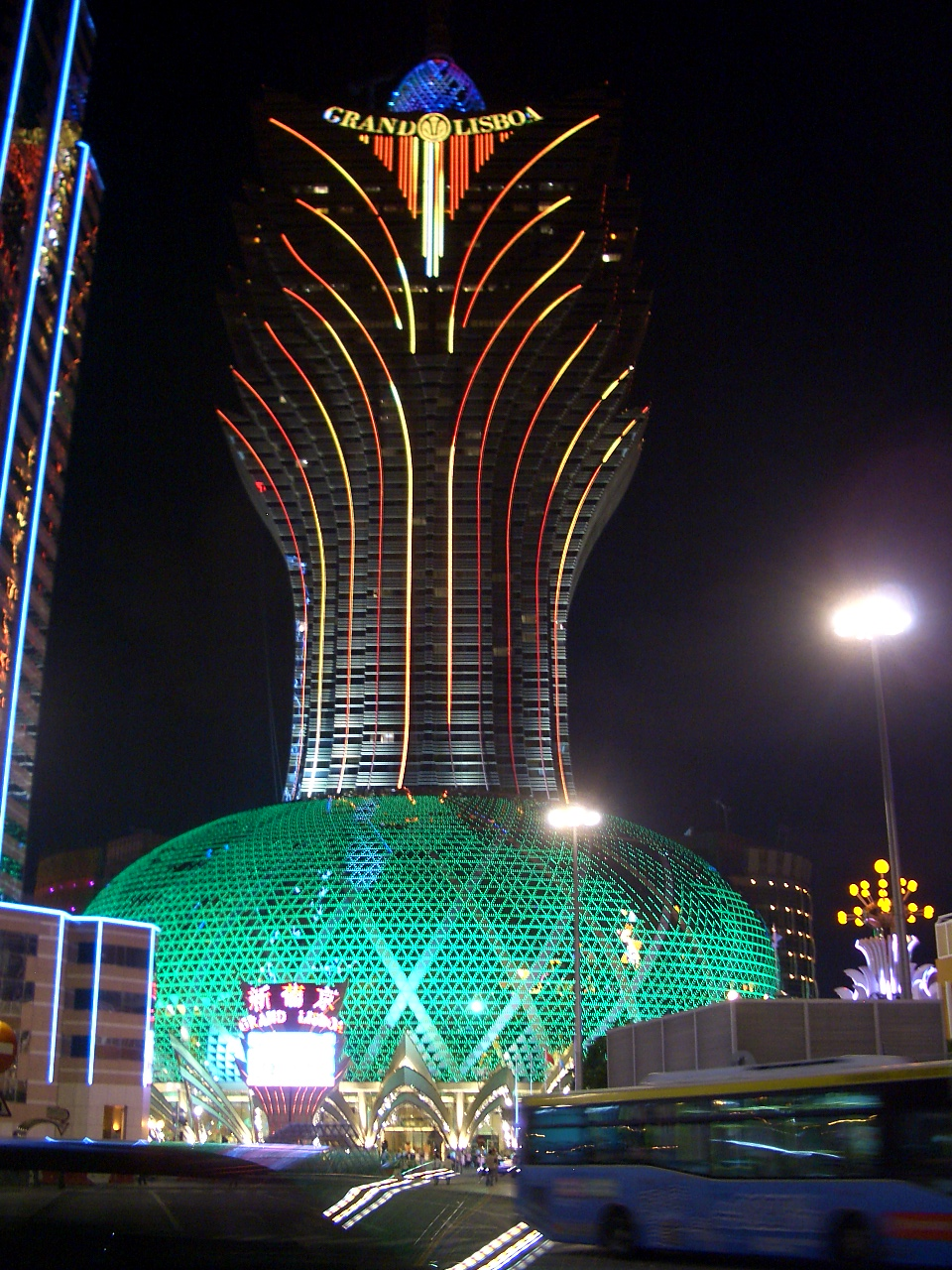
Казино отеля «Grand Lisboa» в Макао

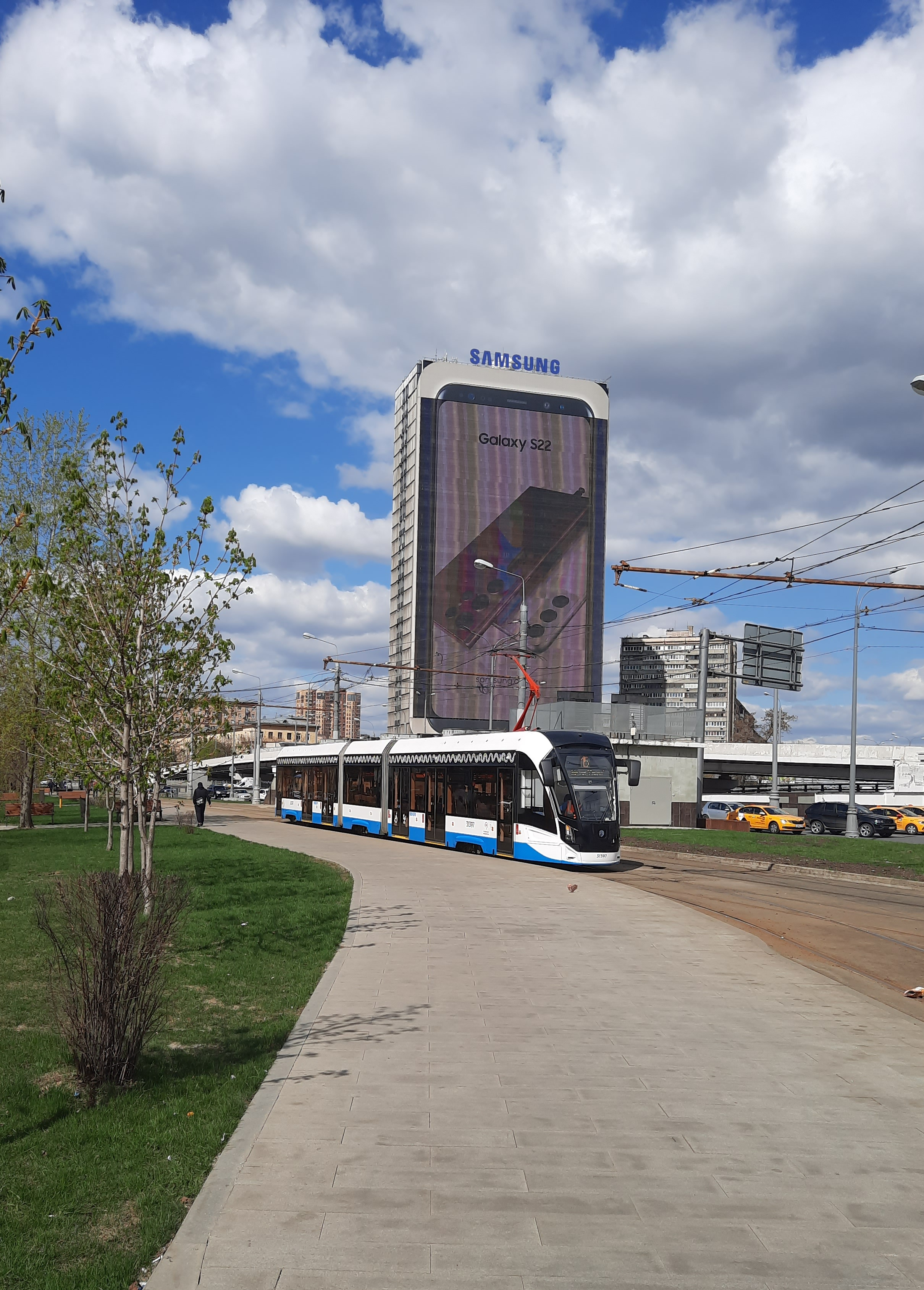
Медиафасад на здании Гидропроекта в Москве

- Отель Grand Lisboa в центре Макао известен своим 24-часовым развлекательным комплексом и казино. В 2007 году там установлен медиафасад казино, сочетающей в себе наружное освещение с возможностью трансляции текстовых сообщений, графики, анимации и видео. Отель представляет собой высокую башню, у основании которой находится яйцеобразное здание-подиум. Этот подиум 59 м в высоту и 189 м в ширину площадью в 10 609 м² полностью покрыт 59 тыс. осветительных элементов, разработанных по технологии ProPixel компании en:Daktronics Daktronics.
- Ледовый дворец «Большой» в Олимпийском парке Сочи имеет на кровле медиафасад площадью более 22 тыс. м с более, чем 37 000 пикселей. Реализована система самогенерации изображения на медиафасаде на основе исходных данных по изменению климатических условий — скорость ветра—температура—влажность.
- Компания «Osram — Optosemiconductors», продемонстрировала служебное помещение с плафоном на потолке из 14 тыс. голубых, зелёных, жёлтых, красных и белых светодиодов.
- На одном из небоскребов Нью-Йорка, на Таймс-сквер, установлен полноцветный светодиодный экран площадью несколько квадратных метров, смонтированный из 16 млн. элементов.
- Футбольные стадионы — Казань-Арена[3][4] и Ростов Арена.
- В Москве медиафасады установлены, например, на зданиях Гидропроекта, гостиниц «Белград» и «Золотое кольцо». Здание института Гидропроект, достигающее высоты почти 104 м, завершает перспективу Ленинградского проспекта. Его медиафасад установлен в конце 2012 года, площадь составляет 2700 м² (из которых примерно 2400 м² приходится на светодиодный экран — крупнейший в Европе на момент установки). Медиафасад работает круглосуточно и отчётливо просматривается с расстояния до 2 км (от станции метро «Аэропорт»)[5][6].